# La Dame de Pierre

La Dame de Pierre est un spectacle sur l'histoire de la Cathédrale Notre-Dame de Paris, écrit et mis en scène par Corentin Stemler.
La première a eu lieu le 30 juin 2023 au Palais des congrès de Paris avant une tournée en France (incluant une représentation à la LDLC Arena) puis un retour en décembre 2024 à Paris, peu après la réouverture de la cathédrale. 

## Synopsis

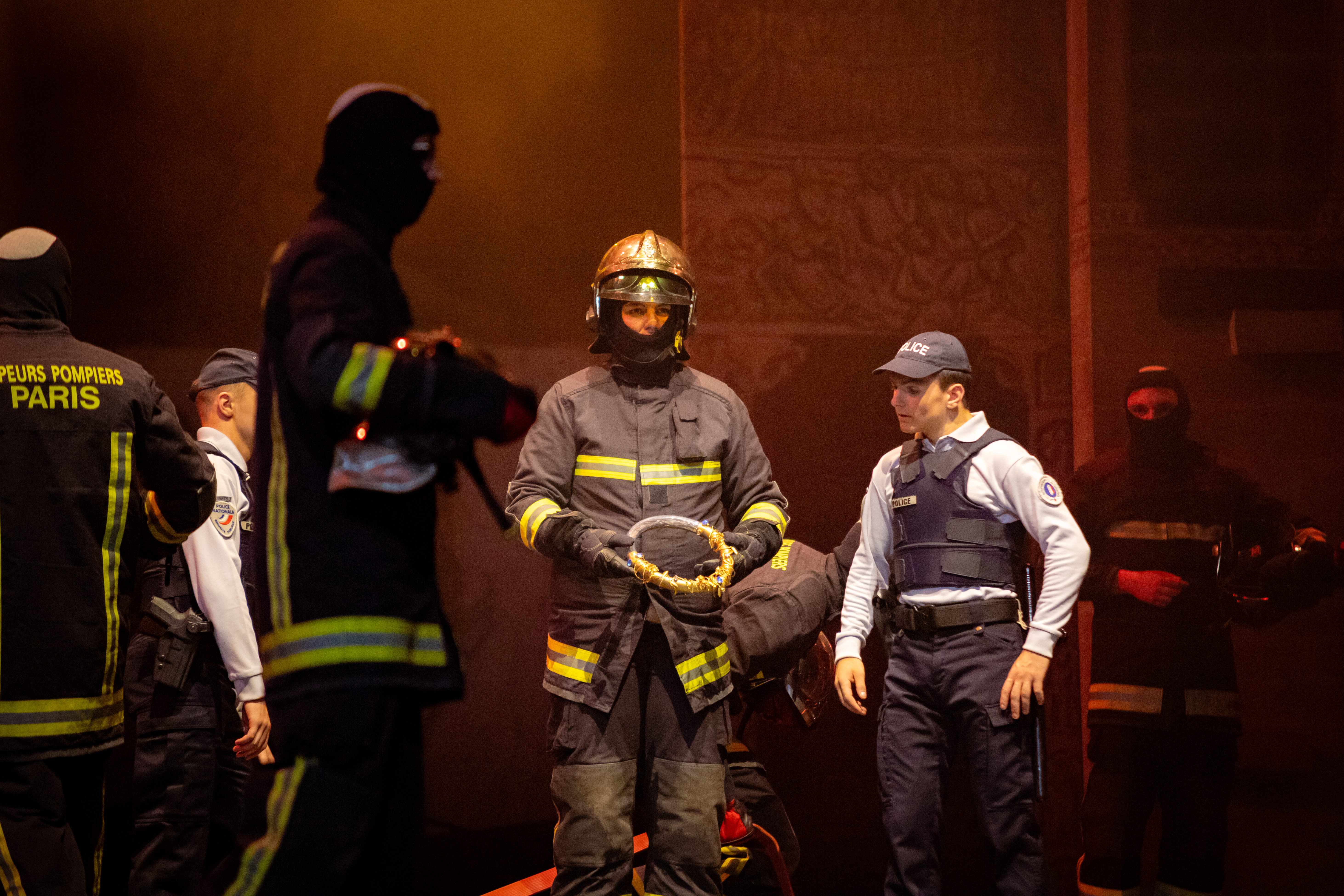
Les Pompiers de Paris sauvant la couronne d'épines dans le spectacle La Dame de Pierre

L'histoire commence avant le début de construction de la cathédrale.
Un personnage inconnu cherche à comprendre l'origine de Notre-Dame et il va remonter le temps jusqu'à assister au chantier lancé par Maurice de Sully au XIIe siècle.
Puis il assiste à plusieurs grands évènements qui ont marqué l'histoire de l'édifice :
- Louis IX déposant la Sainte Couronne le 19 août 1239
- La consécration du royaume de France à Marie par le Vœu de Louis XIII en 1638.
- La Révolution française et les dégradations commises durant cette période
- L'écriture de Notre-Dame de Paris par Victor Hugo
- La restauration de la cathédral par Eugène Viollet-le-Duc de 1845 à 1864 et la construction de la Flèche de Notre-Dame de Paris ainsi que la restauration du Grand orgue de Notre-Dame de Paris par Aristide Cavaillé-Coll
- La conversion de Paul Claudel devant la Vierge à l'enfant le 25 décembre 1886.
- Le Te Deum de la libération retentissant dans l'enceinte de la cathédrale le 26 août 1946 en présence du Général de Gaulle
- L'incendie de Notre-Dame de Paris le 15 avril 2019
- Le chantier de restauration mené depuis 5 ans par l'établissement public Rebâtir Notre-Dame sous la direction du général Jean-Louis Georgelin

## Bénévolat

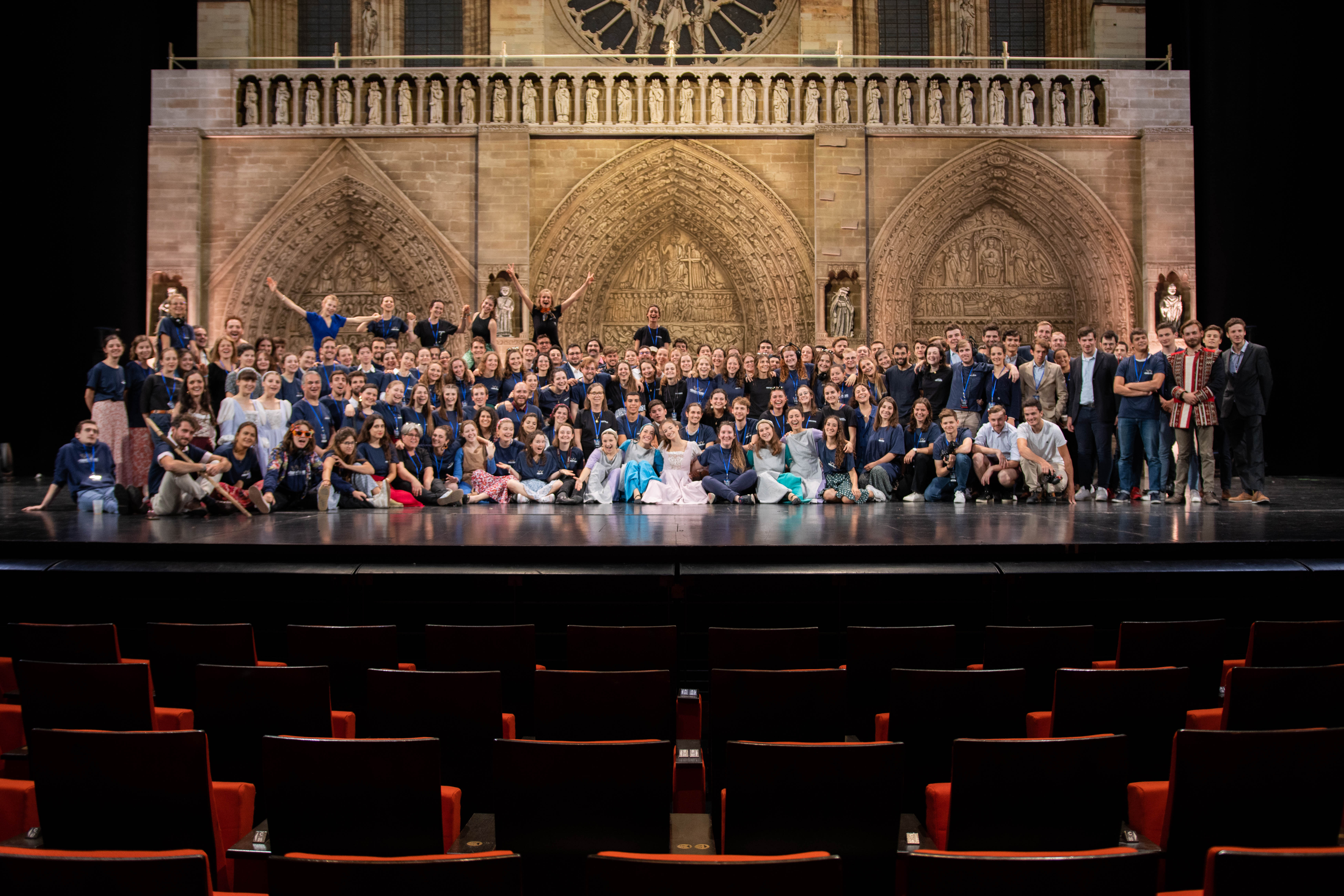
La troupe de La Dame de Pierre

Une des particularités du spectacle est que la totalité du travail artistique a été réalisé par des bénévoles.
Comédiens, danseurs, décorateurs, couturiers, musiciens, techniciens : plus de 200 personnes ont été impliquées dans le projet depuis 2020 et ont répété de nombreuses fois principalement les week-ends en région parisienne.
Certains membres de la troupe ont ainsi vécu leur première expérience de scène, d'autres sont plus expérimentés et pratiquent depuis plusieurs années ou sont en formation dans des écoles comme les Cours Florent.[réf. souhaitée]

## Musique
Une musique originale a été composée par Richard Liégeois puis enregistrée par un Orchestre symphonique composé de 45 musiciens bénévoles : l'Orchestre Philharmonique de Symphonia (OPS) aux Studios Ferber à Paris.

## Chiffres

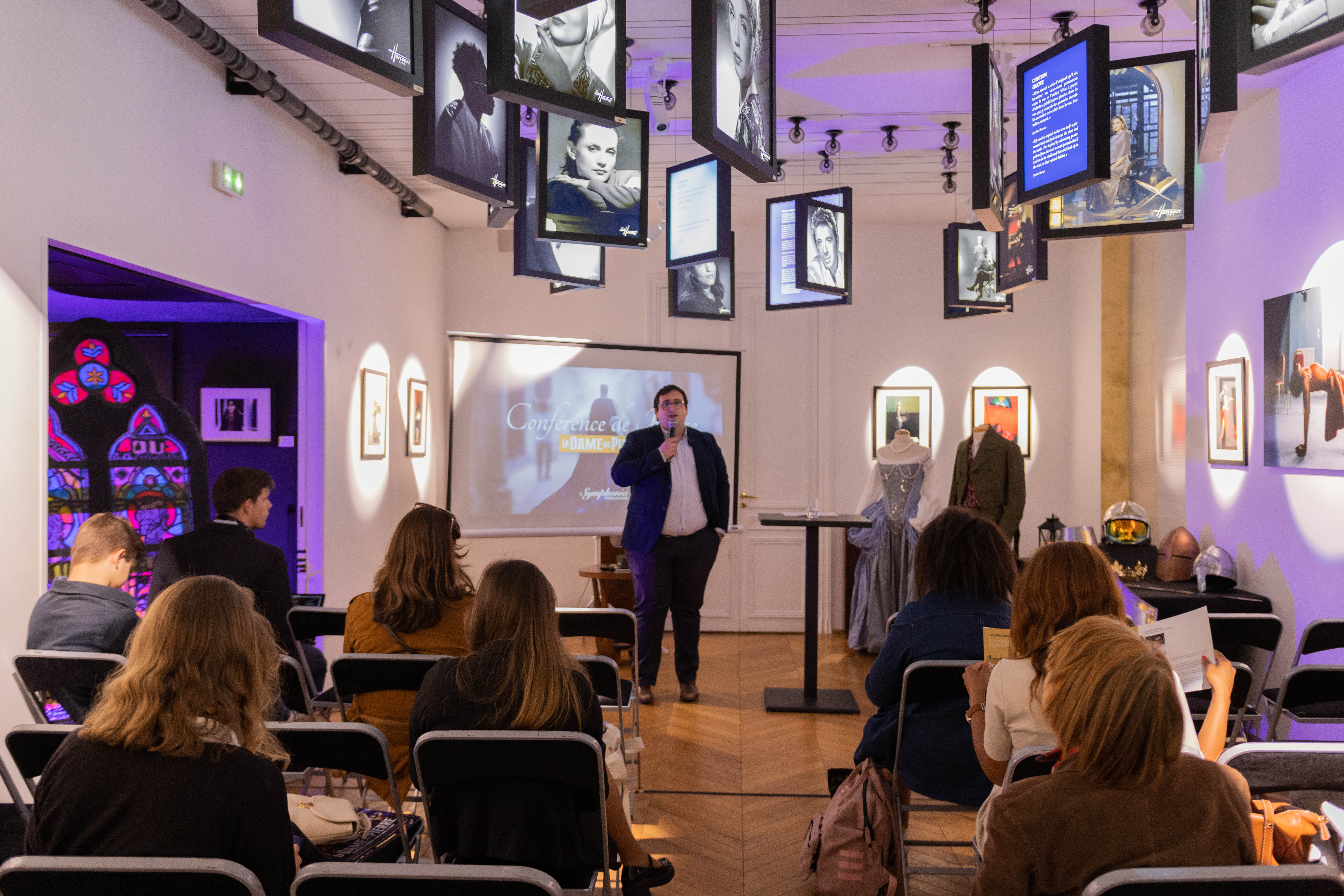
Corentin Stemler, auteur et metteur en scène, parlant devant les journalistes au milieu de certains décors du spectacle

Le spectacle s'est distingué par des chiffres[non neutre] importants révélés lors de Conférence de presse organisée au Studio Harcourt  peu avant leur première représentation en juin 2023 :
- Un décors de fond de scène de 20 mètres de haut sur 10 mètres de long.
- 450 costumes créés sur mesure
- 90 acteurs sur scène
- Près de 1000 ans d'histoire racontés en 1h30 de spectacle
- 220 mètres carrés de scène
- 800 accessoires

## Accueil

### Commercial

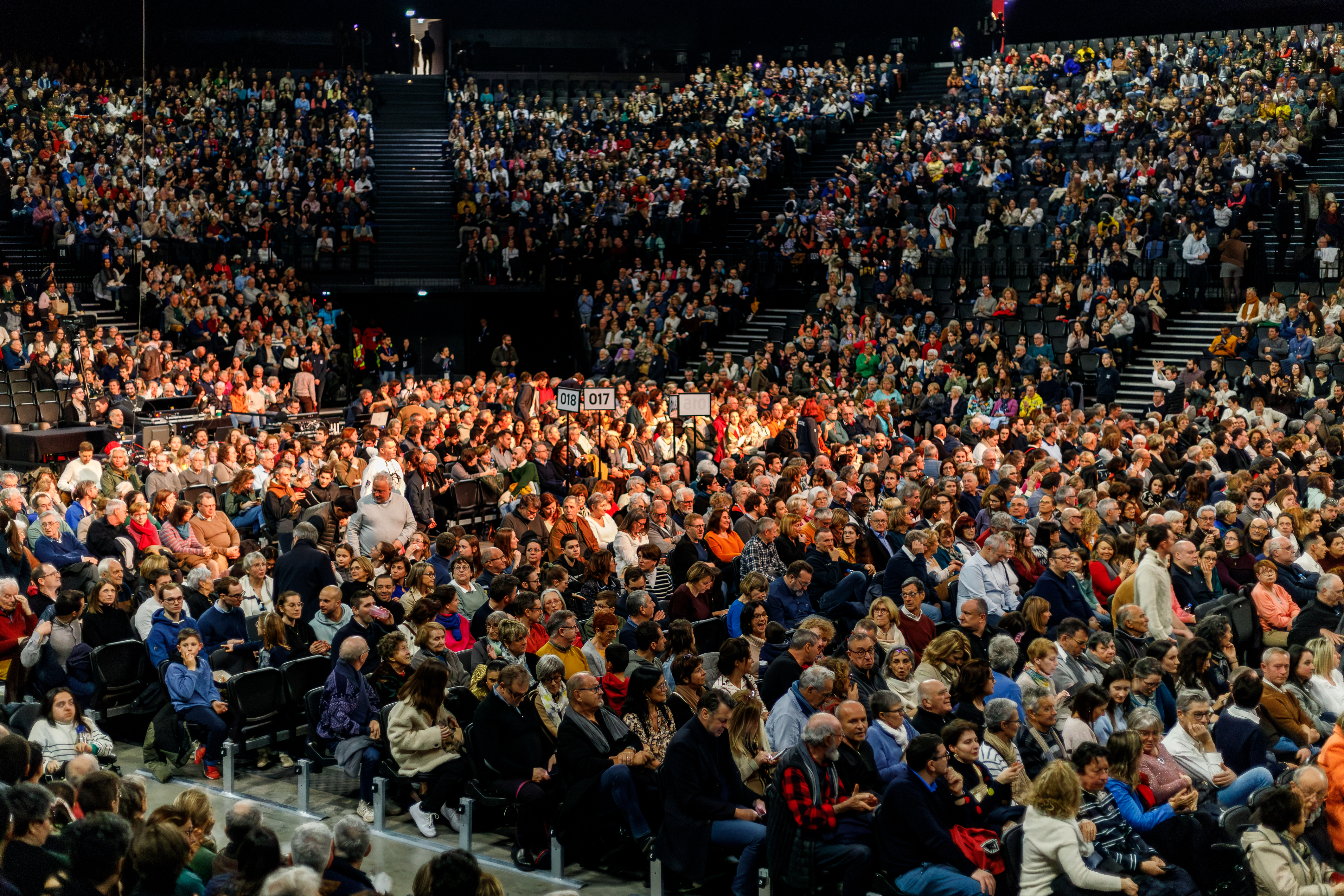
La Dame de Pierre à la LDLC Arena de Lyon

Les trois premières représentations au Palais des congrès les 30 juin, 1er et 2 juillet 2023 ont réuni 10 000 spectateurs, le spectacle jouant à guichet fermé.
Deux premières représentations de tournée ont été données aux Arènes de Metz le 14 octobre 2023 et à la toute nouvelle LDLC Arena à Lyon le 9 mars 2024.
Du 20 au 22 décembre 2024, La Dame de Pierre a été à nouveau présentée au Palais des Congrès de Paris à l'occasion de la Réouverture de Notre-Dame de Paris .
D'autres dates sont annoncées en région pour l'année 2025.

### Critique
La Dame de Pierre est présenté comme ambitieux dans un article de Le Monde sur les financements de la droite et de l'extrême droite françaises dans le monde du spectacle historique. Le média indique que l'évènement est lié à Academia Christiana et des royalistes de l'Action Française. Le spectacle fait également l'objet de critiques négatives autour des idées de son metteur en scène. Épaulé par Philippe de Villiers, Stemler est décrit comme catholique identitaire. Le discours tenu dans des médias d'extrême droite sur l'évènement est dénoncé par le quotidien.